# Renate (Sängerin)
Renate (* 29. April 1980 in Krumbach als Renate Holzer, seit 2013 Renate Neumayr) ist eine österreichische Schlagersängerin, Songwriterin, Komponistin und Musikerin.

## Leben
Sie besuchte die Bundesbildungsanstalt für Kindergartenpädagogik in Oberwart und studierte dann Musik (Lehramt) in Wien.

## Musik
Anfangs im Popbereich tätig, fand Renate bald ihren eigenen Musikstil, den sogenannten Austroschlager.

## Diskografie
Studioalben
- 2010: A neues Leben

- 2013: I nimm di bei der Hand

- 2016: Du bist mei Herz

- 2018: Mit an Schuss Risiko

Radiosingles
- 2007: Des is mei Weg
- 2008: Bleib bei mir
- 2008: Singen tua i gern
- 2008: Die Wolken san wegzogn
- 2009: Fliag mit mir
- 2009: A wenn der Sturm die Segel bricht
- 2010: A neues Leben (Grand Prix der Volksmusik 2010)
- 2010: I sag Danke
- 2011: Hör auf dei Herz
- 2011: Du bist einzigartig
- 2012: Auf dem Eiffelturm hab i di geküsst
- 2012: I wünsch dir
- 2013: I nimm di bei der Hand
- 2013: I lass mi falln
- 2014: Für immer is net lang gnua
- 2014: Zuckersüß und unverschämt
- 2015: Wenns´d nimma weida waßt
- 2015: I lieb des Leben, i leb die Liebe
- 2015: Du berührst mi
- 2016: Du bist mei Herz
- 2016: Pure Lebenslust
- 2016: Da absolute Wahnsinn
- 2017: Du wirst es imma sein
- 2017: I hob glaubt es is mehr
- 2018: Glaub an Wunder, an Liebe und Glück
- 2018: Lebendig und frei
- 2019: Liebesstrahl
- 2019: Cocktail in da Hand
- 2019: Mit an Schuss Risiko
- 2019: Oh Holy Night
- 2020: Wenn Frauen lieben

## Erfolge
- 2012 waren die Radiosingles Auf dem Eiffelturm hab i di geküsst und I wünsch Dir viele Wochen in den Top 40 der österreichischen Airplaycharts vertreten.
- 2013 war Single I lass mi falln in den Top-10-Plätzen in den Airplaycharts.
- Mit ihrer Radiosingle Für immer is net lang gnua erreichte sie in den Airplaycharts etliche Wochen durchgehend Top-40-Platzierungen.